# Jelena Jensen
Jelena Jensen (sinh ngày 7 tháng 10 năm 1981) là tên sân khấu của một doanh nhân, nữ diễn viên khiêu dâm, người mẫu khỏa thân, người mẫu webcam, và ngôi sao radio người Mỹ.

## Đầu đời
Jensen sinh ra ở Los Angeles, California. Cô là người Đức, người Nga và người Do Thái. Cô tham dự Đại học Chapman ở Quận Cam, California và tốt nghiệp Magna Cum Laude vào tháng 5 năm 2003 với bằng Cử nhân Mỹ thuật trong Sản xuất Phim và Truyền hình với sự chuyên môn trong lãnh vực sản xuất. Trong những năm đại học, cô bắt đầu làm giám đốc sản xuất và quản lý tiếp thị cho một trang web trực tuyến khiêu dâm tình dục bán DVD dành cho người lớn.

## Sự nghiệp
Jensen chụp ảnh đầu tiên của cô với Scott St. James, được xuất bản trong ấn bản tháng 8/2003 của tạp chí Club. Tại khung thời gian đó, cô cũng bắt đầu làm người mẫu chân dài với FMConcepts. Kể từ đó cô đã làm việc với nhiều nhiếp ảnh gia, bao gồm Suze Randall, Holly Randall và Ken Marcus; và với các đạo diễn như Andrew Blake và Bunny Luv. Ban đầu chỉ là một nữ diễn viên "softcore", trong năm 2009, cô bắt đầu thực hiện các cảnh hardcore boy / girl nhưng chỉ trên trang web của cô và độc quyền với ông xã Eric Erickson.
Jensen đã được chụp ảnh cho rất nhiều trang web và đã được đưa vào các tạp chí người lớn khiêu dâm tình dục khác nhau, bao gồm cả ấn bản tháng 3 năm 2010 của Penthouse. Cô đã tham gia hai tác phẩm của Andrew Blake và có vai trò định kỳ trong hàng loạt sân chơi của Jack Playground. Jensen cũng tổ chức Totally Busted của Playboy TV.

## Giải thưởng
- 2010 XBIZ Award – Web Babe of the Year[10]
- 2013 AVN Award – Best Solo Girl Website